# Коняхин, Александр Романович
Алекса́ндр Рома́нович Коня́хин (1921—2004) — гвардии капитан Советской Армии, участник Великой Отечественной войны, Герой Советского Союза (1944).

## Биография
Александр Коняхин родился 24 августа 1921 года на хуторе Зыково (ныне — Оренбургский район Оренбургской области). Окончил семь классов средней школы, учился в педагогическом училище. Работал сначала учителем, затем заведующим начальной школой. В 1940 году Коняхин был призван на службу в Рабоче-крестьянскую Красную Армию. В 1942 году окончил Казанское танковое училище. С сентября 1943 года на фронтах Великой Отечественной войны. Принимал участие в боях на Воронежском, Степном и 1-м Украинском фронтах. Участвовал в битве на Курской дуге, освобождении Украинской ССР, Румынии, Венгрии, три раза был ранен.
К октябрю 1943 года гвардии лейтенант Александр Коняхин командовал взводом танков «Т-34» 306-го танкового батальона 53-й гвардейской танковой бригады 6-го гвардейского танкового корпуса 3-й гвардейской танковой армии Воронежского фронта. Отличился во время битвы за Днепр. Во время боёв на Букринском плацдарме танк Коняхина был подбит, но он, перебравшись в другой танк, продолжал сражаться. В том бою он с экипажем уничтожил около 100 солдат и офицеров. В неравном бою и второй танк Коняхина был подбит. Оставшись прикрывать своих товарищей, Коняхин сражался до последнего и был взят в плен. В своей части его сочли погибшим.
Указом Президиума Верховного Совета СССР от 3 июня 1944 года за «мужество и героизм, проявленные в боях с немецкими войсками» гвардии лейтенант Александр Коняхин посмертно был удостоен высокого звания Героя Советского Союза. После освобождения из немецкого лагеря для военнопленных и проверки ему были вручены орден Ленина и медаль «Золотая Звезда» за номером 5276.
В 1946 году в звании капитана Коняхин был уволен в запас. Проживал в Москве, работал на заводе. Умер 29 мая 2004 года, похоронен на Введенском кладбище (1 уч.).
Был также награждён тремя орденами Отечественной войны 1-й степени, орденом Отечественной войны 2-й степени, рядом медалей.